# 那賀都工業
那賀都工業株式会社（ながとこうぎょう）は、神奈川県大和市に本社を置く冷蔵庫部品などの製造業である。

## 概要
- 商号：那賀都工業株式会社
- 創立：1959年9月5日
- 本社所在地：神奈川県大和市代官3丁目18番13号
- 資本金：1,000万円
- 年商：18億円
- 従業員：125名

## 事業所
- 本社事務所・大和工場：神奈川県大和市代官3丁目18番13号
- 大阪工場：大阪府茨木市豊原町6番6号
- 鶴見工場：神奈川県横浜市鶴見区元官1丁目4番6号